# プラムボブ作戦

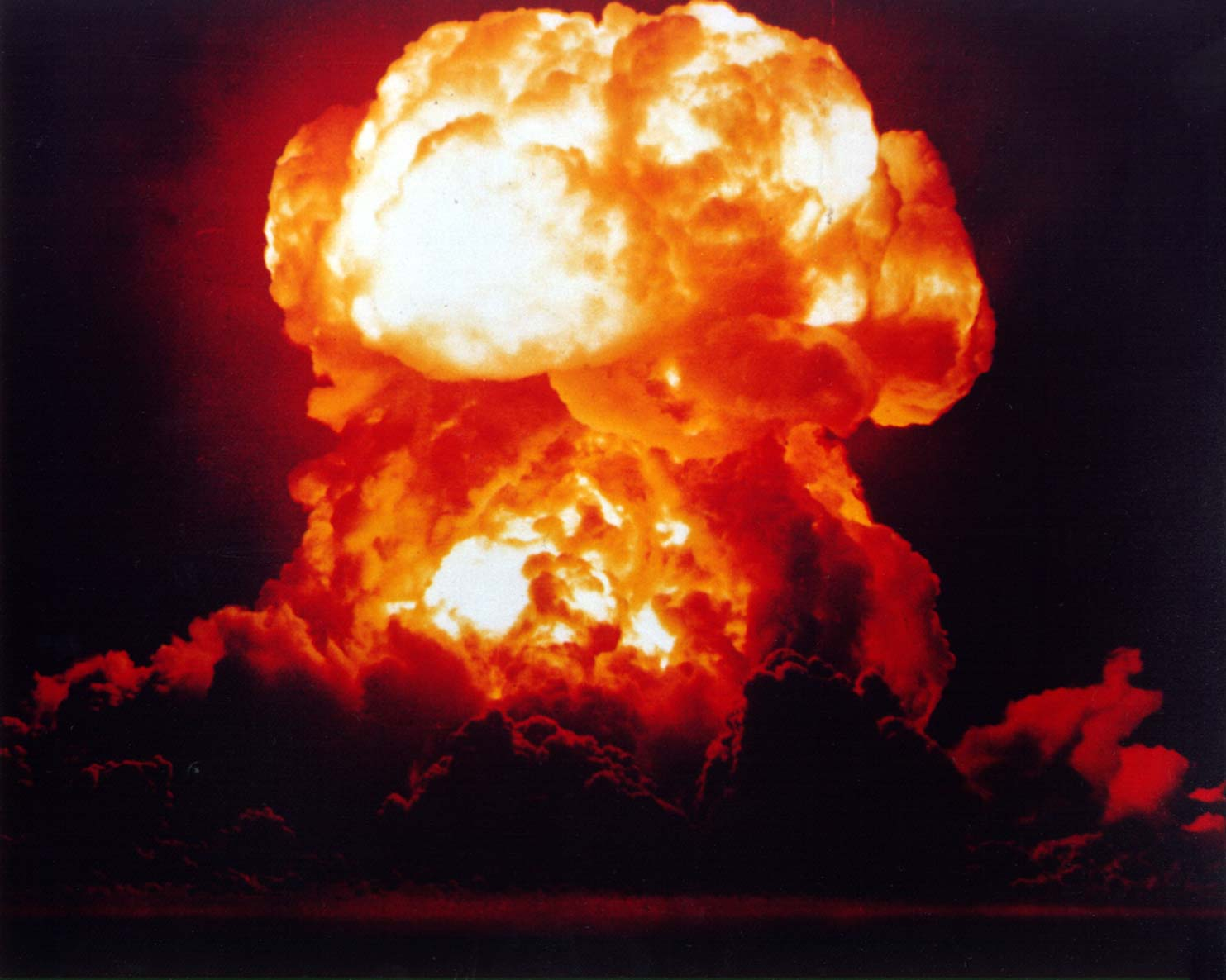
プラムボブ作戦スモーキー実験

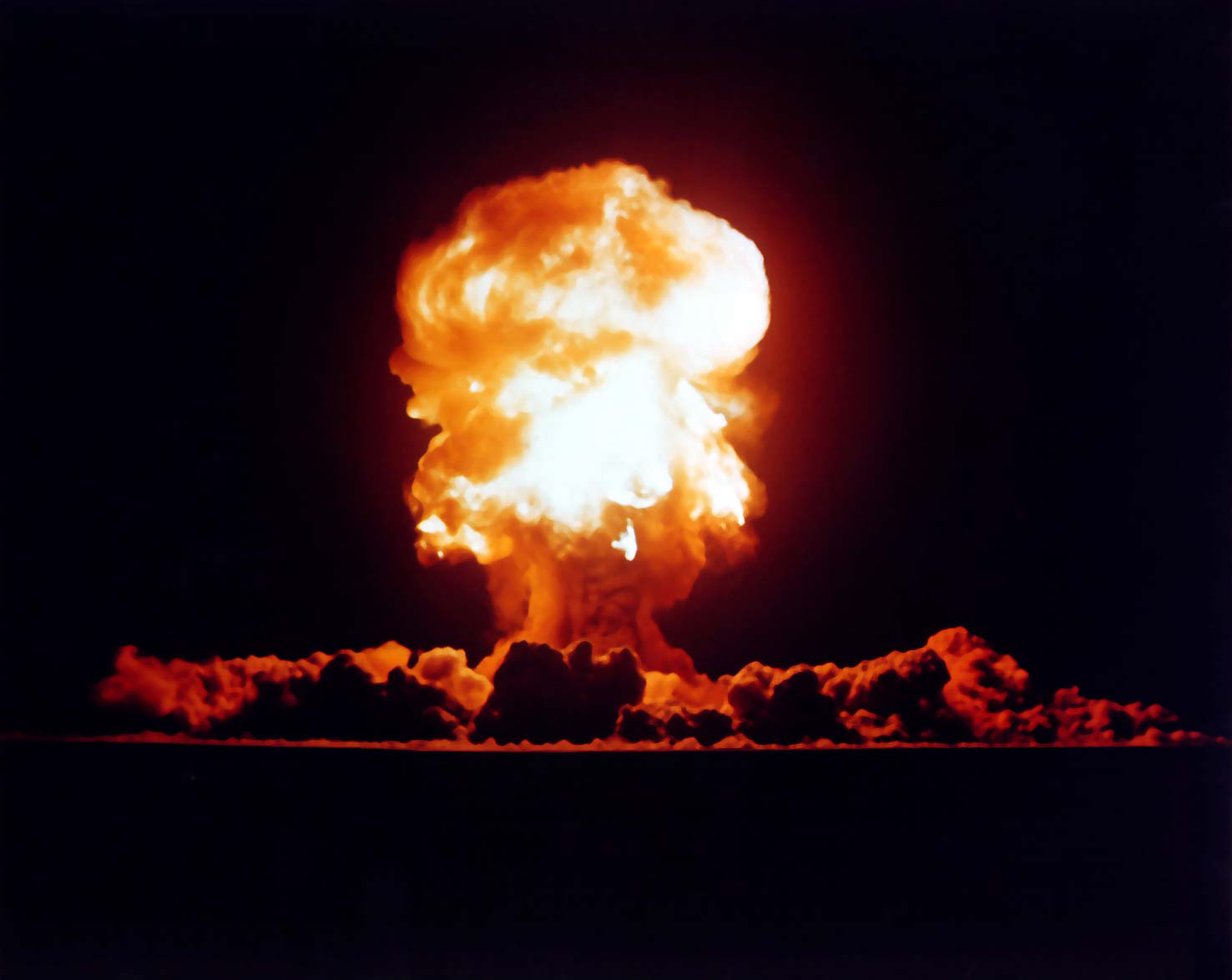
プラムボブ作戦フィズー実験

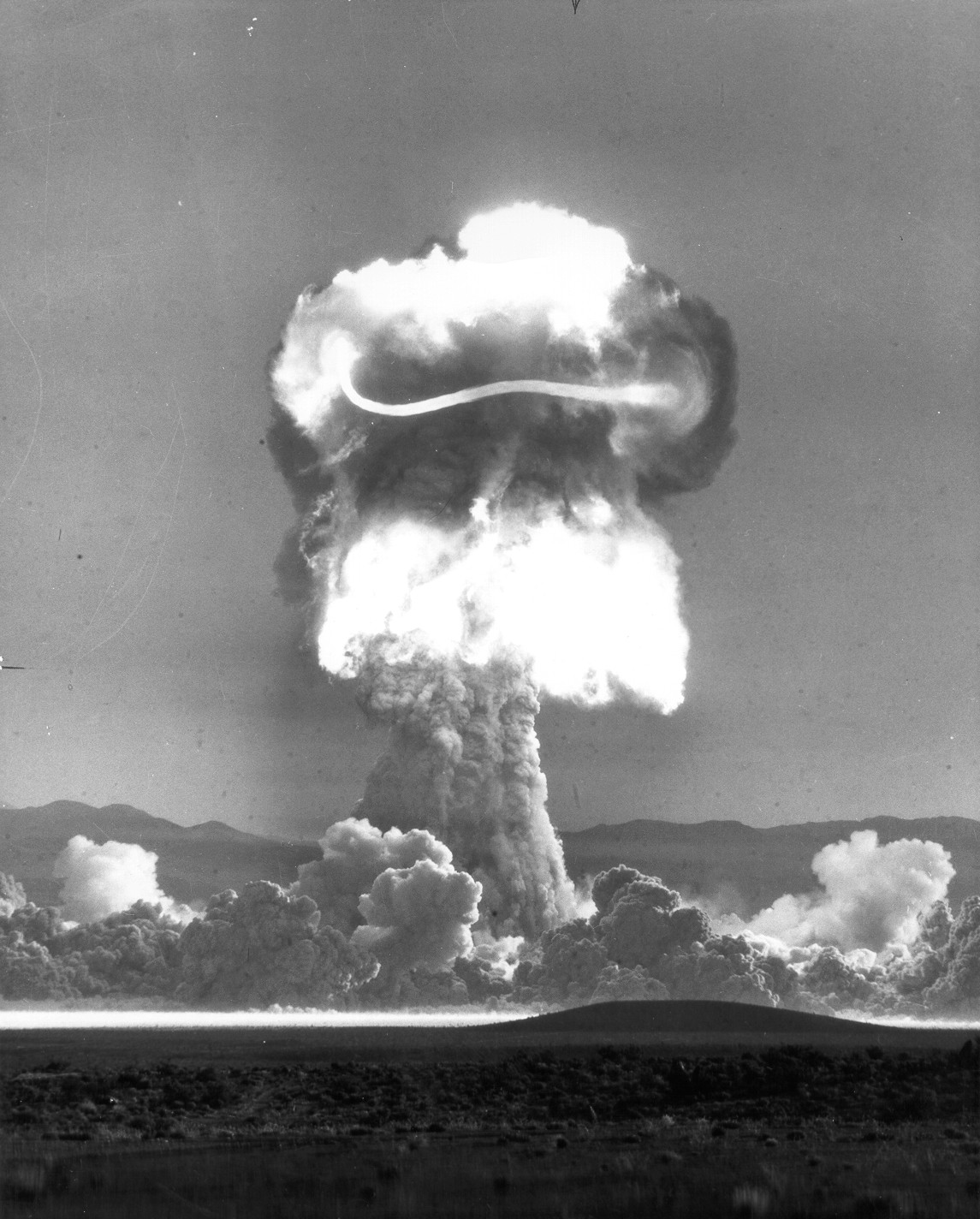
プリシラ実験のキノコ雲。実験では、爆発の影響を調べるために700匹以上のブタが使われた。

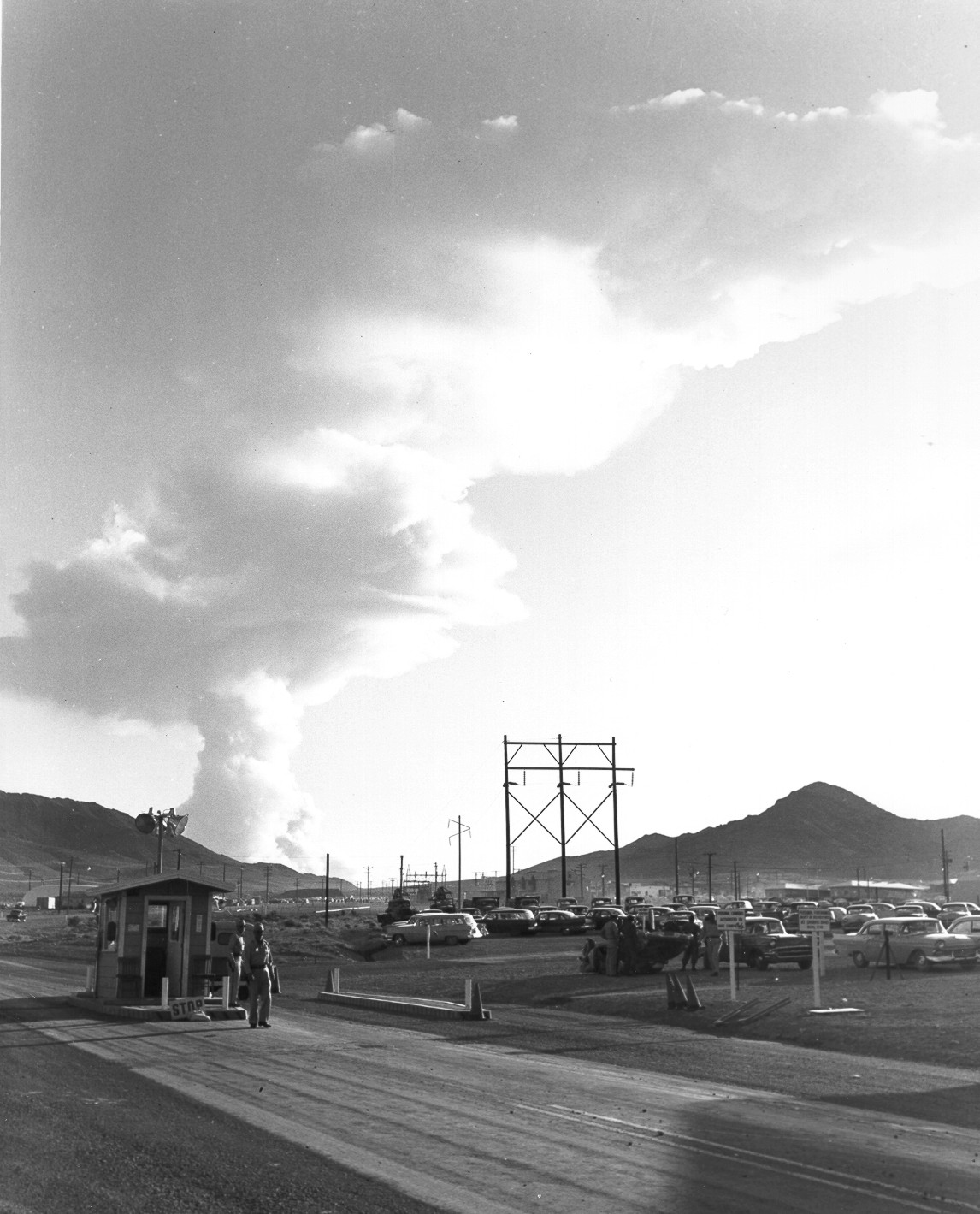
プリシラ実験から30分後に13,000mまで昇ったキノコ雲

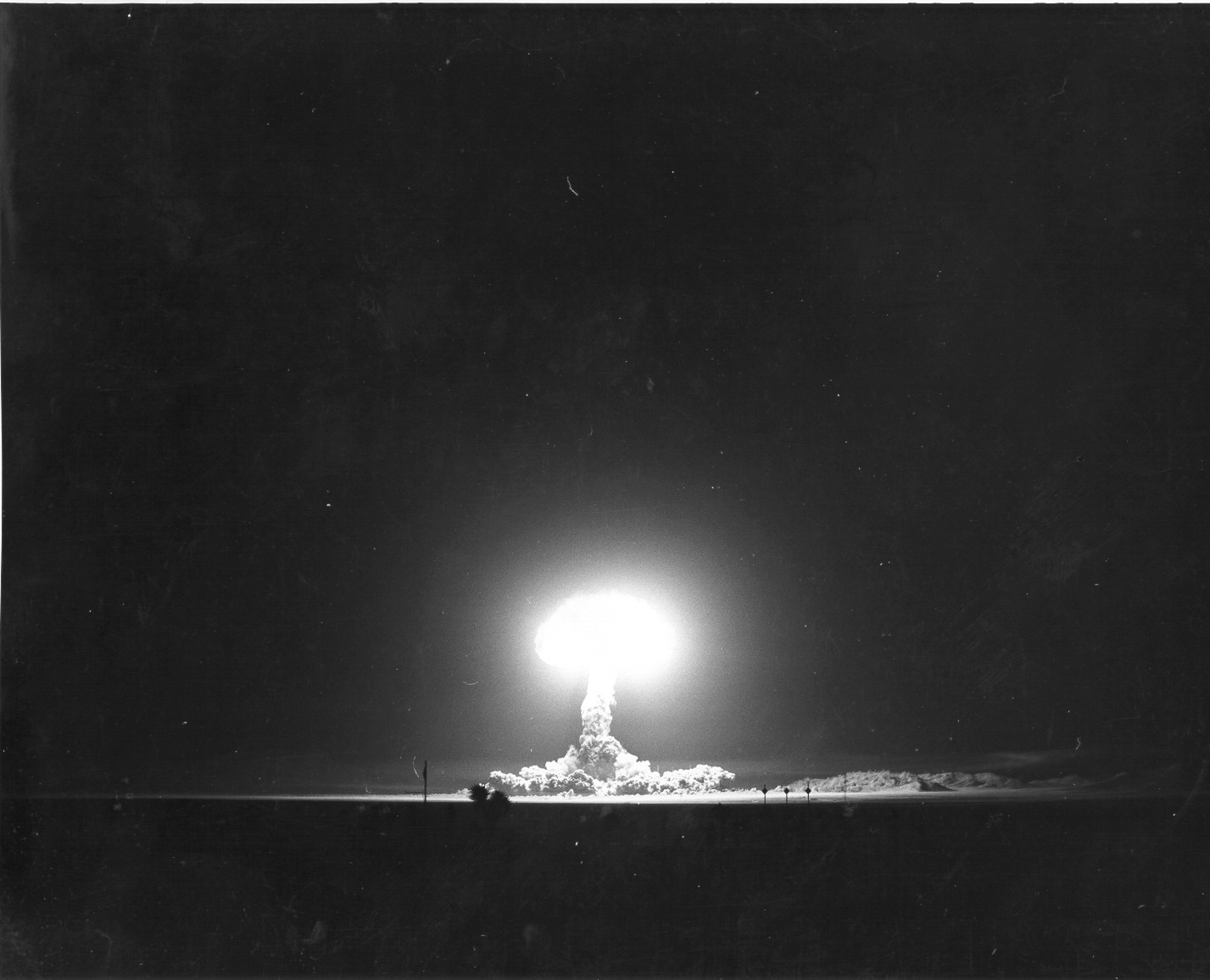
フード実験の爆発写真。爆発の衝撃波は480km離れたカリフォルニアまで伝わり、爆発の閃光は1,280km離れたハワイ上空を飛ぶ飛行機からも見えた。

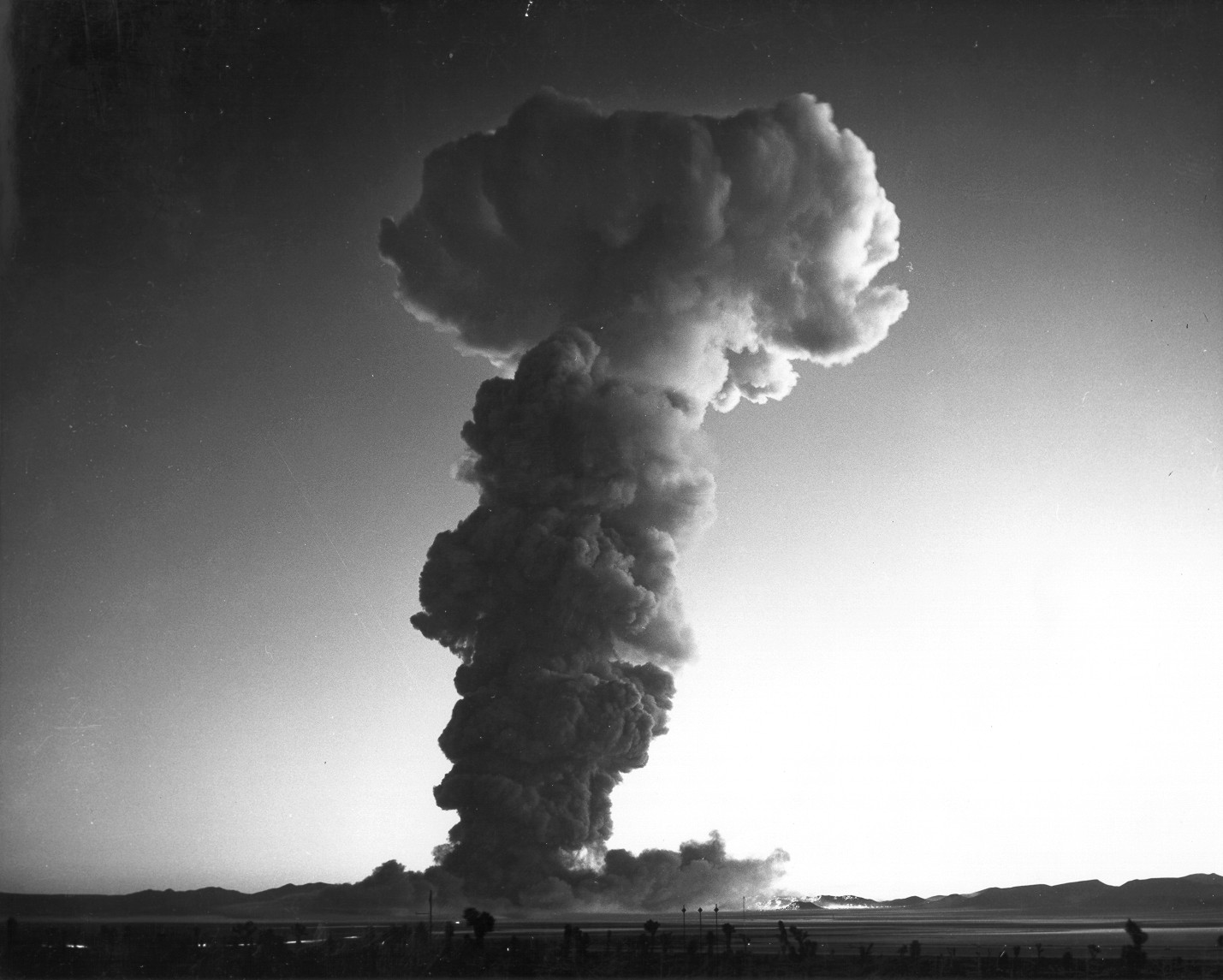
フード実験で発生したキノコ雲は、14,700mの高さまで立ち上った。また爆発で発生した熱線は、4.8km離れた草地を発火させた。

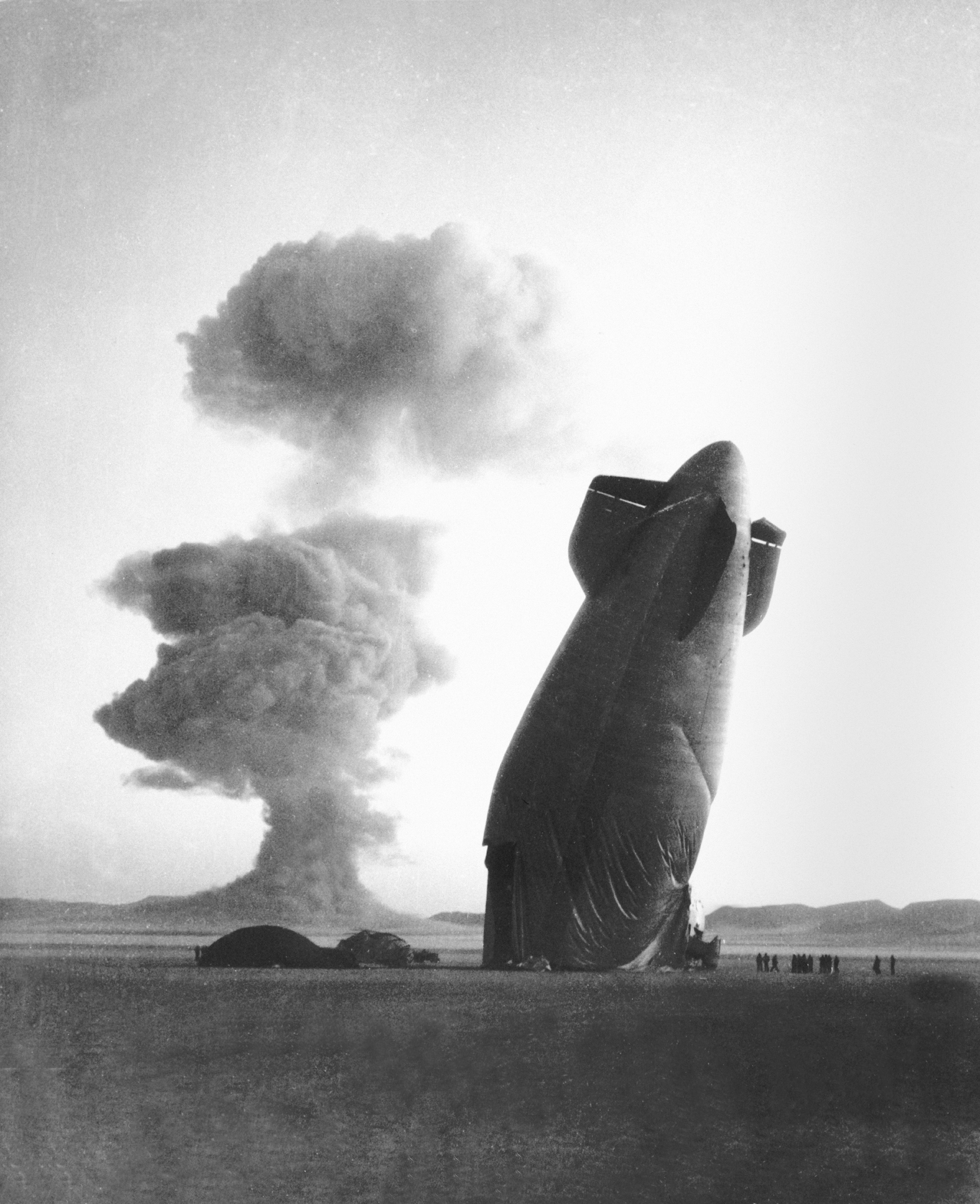
ストークス実験の衝撃波で墜落した、アメリカ海軍の飛行船。この飛行船は実験の効果を計測するため、爆心地から8km以上離れて浮いていたが、爆発の衝撃波で墜落した。

プラムボブ作戦は、1957年の5月28日から10月7日にかけてネバダ核実験場 (Nevada Test Site: NTS) において実施された核実験である。本作戦は、レッドウィング作戦に続いて実施されたもので、引き続いてハードタックI作戦が実施された。本作戦は、アメリカ合衆国本土内で実施された核実験の中では最も大規模かつ期間の長いものであった。

## 背景
本作戦は、6つのシリーズからなる29回の実験から構成されたが、このうちの2回は安全性のテストのため核爆発を伴っていない。本実験には、21におよぶ研究機関や政府機関が関与していた。作戦で実施された多くの実験は、ICBMとIRBM用核弾頭の開発に貢献し、また防空用と対潜水艦用の小型核兵器のテストも行われた。また実験では、民間用と軍用の構造物による43種の効果実験も行われ、放射線と生物学的影響の調査ならびに航空機の構造についてのテストも行われた。また塔上での実験としては、米国内で行われたものでは最も高い塔を使用して実施された（この高さは気球を使用した実験と同等である）。また一つの核実験としては、最も多数の兵士が参加した実験も行われた。
プラムボブ作戦では、生物学的な影響を調査するために、およそ1,200匹のブタが使用された。作戦中の「プリシラ」実験においては、様々な影響を調べるために719匹のブタ使用された。そのうちの何匹かは、異なる材料で造られた服を着せられ、高い位置に置かれた檻に入れられた。この服は、爆発の熱線を防御できる材料の検証のために造られたものである。他のブタ達は、浮遊粒子の影響を調べるため、ガラス製のシートの前に置かれた檻の中に入れられた。
作戦には、アメリカ空軍、アメリカ陸軍、アメリカ海軍、及びアメリカ海兵隊からおよそ18,000人の兵士が「デザート・ロックVII、VIII 演習」として参加した。軍は、戦術核の使用を仮定した厳しい状況下での兵士の物理的・心理的行動能力を知りたかったのである。
兵士達は、偶発的な核爆発を仮定した、放射性物質と放射性降下物の中を作戦行動させられた（併せて、地面の震動と爆風の程度、および中性子の放出に関するプロジェクトが実施された)。
核兵器の安全性に関する実験は、偶発的に核兵器が爆発する可能性について調査された。1957年7月26日に安全性の実験として、「パスカルA」が塞がれていない穴の中で実施されたが、これは縦坑を使用した最初の核実験となった。この実験で得られたデータは、偶発的な核爆発（例えば航空事故）時の核出力を抑制させるために利用された。
1957年9月19日に実施された「レイニア」は、完全に塞がれた地下での最初の実験であり、これは大気中に放射性物質が何も放出されなかったことを意味する。1.7キロトンの核出力であった本実験は、一般の地震計を使用した地震学により、世界中で検出された。レイニア実験は、より大規模で強力な地下核実験のためのプロトタイプとなった。

## 放射性降下物
プラムボブ作戦では、58.3メガキュリー(2.16エクサベクレル)のヨウ素131が大気中に放出された。これは、全ての一般市民の甲状腺組織が、合わせて120メガラドの放射線に晒されたことを意味する(この量は、米国内で実施された全ての核実験の32%に相当する)。統計的に言えば、この放射線量は38,000人に甲状腺ガンを発生させ、そのうちの1,900人を死に至らしめるものである。しかしながら、本実験による一般市民への影響を長期間調べたデータは存在しない。
一般市民への影響に関して付け加えると、兵士達が爆発の近くで作戦行動を行った「スモーキー実験」では、3,000人以上の軍人が比較的高レベルの放射線に晒された。この時の軍人に対する1980年の調査では、彼らの白血病の発生率が明らかに高いことが判明した。

## 実験の詳細
プラムボブ作戦で行われた各実験の詳細を以下に示す。
| 実験名                                  | 実施日 (GMT)        | 実施場所      | 核出力        | 備考 |
| --------------------------------------- | ------------------- | ------------- | ------------- | --- |
| ボルツマン (Boltzmann)                  | 1957年05月28日11:55 | NTS エリア7c  | 12キロトン    | 塔上(152m)での実験                                                                                            |
| フランクリン (Franklin)                 | 1957年06月02日11:55 | NTS エリア3   | 0.14キロトン  | 塔上(91m)での実験(不完全核爆発)                                                                               |
| ラッセン (Lassen)                       | 1957年6月5日11:45   | NTS エリア9a  | 0.5キロトン   | 気球(152m)による実験                                                                                          |
| ウィルソン (Wilson)                     | 1957年6月18日11:45  | NTS エリア9a  | 10キロトン    | 気球(152m)による実験                                                                                          |
| プリシラ (Priscilla)                    | 1957年6月24日13:30  | NTS エリア5   | 37キロトン    | 気球(213m)による実験                                                                                          |
| コロム - A (Coulomb-A)                  | 1957年7月1日17:30   | NTS エリア3h  | 0             | 地表(0m)での実験(安全性の検証実験)                                                                            |
| フッド (Hood)                           | 1957年7月5日11:40   | NTS エリア9a  | 74キロトン    | 気球(457m)による実験。米国内で実施された最大の大気中爆発で、単段階核爆弾ではなく2段階の熱核爆弾の実験だった。 |
| ディアブロ (Diablo)                     | 1957年7月15日11:30  | NTS エリア2b  | 17キロトン    | 塔上(152m)での実験                                                                                            |
| ジョン (John)                           | 1957年7月19日14:00  | NTS エリア10  | 2キロトン     | AIR-2 空対空ミサイル(5,600m)を使用した実験                                                                    |
| ケプラー (Kepler)                       | 1957年7月24日11:50  | NTS エリア4   | 10キロトン    | 塔上(152m)での実験                                                                                            |
| オウンズ (Owens)                        | 1957年7月25日13:30  | NTS エリア9b  | 9.7キロトン   | 気球(152m)による実験                                                                                          |
| パスカル - A (Pascal-A)                 | 1957年7月26日08:00  | NTS エリア3j  | ごく少し      | 地下(-147m)での実験(安全性検証のための実験)                                                                   |
| ストークス (Stokes)                     | 1957年8月7日12:25   | NTS エリア7b  | 19キロトン    | 気球(457m)による実験                                                                                          |
| サターン (Saturn)                       | 1957年8月10日01:00  | NTS エリア12c | 0             | 地下(-30m)での実験(安全性検証のための実験)                                                                    |
| シャスタ (Shasta)                       | 1957年8月18日12:00  | NTS エリア2a  | 17キロトン    | 塔上(152m)での実験                                                                                            |
| ドップラー (Doppler)                    | 1957年8月23日12:30  | NTS エリア7   | 11キロトン    | 気球(457m)による実験                                                                                          |
| パスカル - B (Pascal-B)                 | 1957年8月27日22:35  | NTS エリア3c  | ごく少し      | 地下(-152m)での実験(安全性検証のための実験)                                                                   |
| フランクリン・プライム (Franklin Prime) | 1957年8月30日12:40  | NTS エリア7b  | 4.7キロトン   | 気球(228m)による実験                                                                                          |
| スモーキー (Smoky)                      | 1957年8月31日12:30  | NTS エリア8   | 44キロトン    | 塔上(213m)での実験                                                                                            |
| ガリレオ (Galileo)                      | 1957年9月2日12:40   | NTS エリア1   | 11キロトン    | 塔上(152m)での実験                                                                                            |
| ホイラー (Wheeler)                      | 1957年9月6日12:45   | NTS エリア9a  | 0.197キロトン | 気球(152m)による実験                                                                                          |
| コロム - B (Coulomb-B)                  | 1957年9月6日20:50   | NTS エリア3g  | 0.30キロトン  | 地表(0m)での実験(安全性検証のための実験)                                                                      |
| ラプラス (Laplace)                      | 1957年9月8日13:00   | NTS エリア7b  | 1キロトン     | 気球(228m)による実験                                                                                          |
| フィズー (Fizeau)                       | 1957年9月14日16:45  | NTS エリア3b  | 11キロトン    | 塔上(152m)での実験                                                                                            |
| ニュートン (Newton)                     | 1957年9月16日12:50  | NTS エリア7b  | 12キロトン    | 気球(457m)による実験                                                                                          |
| レイニア (Rainier)                      | 1957年9月19日16:59  | NTS エリア12  | 1.7キロトン   | トンネル内(-274m)での実験(米国内で初めての地下核実験)                                                         |
| ホイットニー (Whitney)                  | 1957年9月23日12:30  | NTS エリア2   | 19キロトン    | 塔上(152m)での実験                                                                                            |
| チャールストン (Charleston)             | 1957年9月28日13:00  | NTS エリア9   | 12キロトン    | 気球(457m)による実験                                                                                          |
| モルガン (Morgan)                       | 1957年10月7日13:00  | NTS エリア9   | 8キロトン     | 気球(152m)による実験                                                                                          |

## 打ち上がった鋼蓋
「パスカル - B」実験中に、900キログラムの鋼の蓋（装甲板の一部）が毎秒66キロメートル以上もの速度で実験縦坑の上空へと打ち上がった。実験前、実験考案者のロバート・R・ブラウンリー（Dr. Robert R. Brownlee）は、縦坑の特殊な設計と核爆発が組み合わさることで、蓋が脱出速度の6倍にまで加速されうるという高精度な近似計算を行った。結局この蓋は発見されなかった。しかしブラウンリーは蓋が大気圏外までは脱出していないと信じていた（それほどの高速では衝突した大気の断熱圧縮による空力加熱によって気化してしまう）。事前に算出された速度が大変興味深かったため、実験チームは蓋をハイスピードカメラで捉えようと試みた。実験後、蓋が記録されていたのはわずか1フレームのみであったが、しかしこれは速度の下限値が非常に高いことを示していた。ブラウンリーは実験後、「コウモリのように飛び去った」("going like a bat") と述べている。これ以来、地下坑と核爆発装置を利用して脱出速度まで物体を推進させることを「サンダーウェル（thunder well = 轟雷の縦穴、雷の井戸）」と呼ぶようになった。